# 山根敏子
山根 敏子（やまね としこ、1921年11月14日 - 1956年8月29日）は、日本の外交官。

## 来歴・人物
北海道帝国大学の助教授で畜産学者の山根甚信の2女として、札幌市北13条に生まれる。台北州立第一高等女学校（現台北市立第一女子高級中学）を経て、1941年津田英学塾（後の津田塾大学）を繰り上げ卒業。1945年台北帝国大学（国立台湾大学の前身）文政学部文学科英文学専攻を繰り上げ卒業。
1950年、外交官及び領事試験に唯一の女性として合格し外務省研修所研修員となる。ガリオア奨学金を得て、クイーンズ・カレッジでのオリエンテーションを経て、1951年バーモント大学政治学課程修了。
1951年外務省条約局国際協力課事務官、同年外務省国際協力局第1課事務官。1952年外務省在アメリカ合衆国日本国大使館外交官補。1954年国際連合日本政府代表部併任。日本の国連への正式加盟に尽力する澤田廉三のもとで手腕を発揮した。
日本初の女性外交官として大きな期待をかけられたが、6年後の1956年8月29日、アラスカ州コールドベイで発生した、カナダ太平洋航空307便墜落事故で殉職。享年34。
1961年、山根の遺志を継ぎ、国際関係に貢献するに足る人材を育成するため、女子学生を対象にした「財団法人 山根奨学基金」が設立された。

## 関連書籍
- 「去りぬるを ― 亡き山根敏子を偲んで」 (1957年、山根甚信）